# Seyne
Seyne-les-Alpes è un comune francese di 1 466 abitanti situato nel dipartimento delle Alpi dell'Alta Provenza della regione della Provenza-Alpi-Costa Azzurra.
È chiamata anche Seyne.

## Società

### Evoluzione demografica
Abitanti censiti